# AMD平台安全处理器
AMD平台安全处理器（英語：AMD Platform Security Processor），公司称其为AMD安全技术（英語：AMD Secure Technology），作为可信执行环境子系统自2013年起引入AMD处理器中。AMD开发人员手册称该系统“能够创建、监测和维持安全环境”和“涵盖了管理启动过程，初始化各种与安全相关的机制、监测系统中的任何可疑活动或事件并妥善处理等功能”。有评论担忧该技术可能暗藏后门并带来安全隐患。AMD回绝了开源PSP所运行代码的要求。
PSP类似英特尔管理引擎。

## 细节
PSP实际是一个处理器内部的ARM处理器。

## 安全记录
谷歌安全研究人员 Cfir Cohen于2017年9月报告了一个PSP带来的AMD产品漏洞，攻击者能借此获取密码、证书和其他敏感信息；据说有关厂商于2017年12月收到了补丁。
2018年3月，一家以色列安全技术公司宣称发现了数个在AMD Zen架构处理器上（EPYC、Ryzen、Ryzen Pro与Ryzen Mobile）由PSP引起、会导致间谍软件运行并获取权限访问敏感信息的严重漏洞。AMD后来发布了修复漏洞的固件更新。 虽然有人认为这些漏洞是为了操纵股票披露的，CTS实验室所声称的风险仍有争议，但独立安全专家证实了漏洞的存在。